# Yle TV2
Yle TV2 är en tv-kanal som ägs av den finska rundradiokoncernen Yle och som erbjuder public serviceprogram. Yle TV2 fick sin början i Tesvisio som uppköptes av Yle år 1964, och sändningarna började 1965. Kanalens programtyngdpunkter är barn- och ungdomsprogram, sportevenemang och musikunderhållning. Yle TV2:s centralkontor finns i Tohloppi i Tammerfors. Kanalen sänder årligen omkring 4 200 timmar program.

## Program som sänds i Yle TV2
- Uuden Musiikin Kilpailu
- Pikku Kakkonen
- Skidskytte världscupen
- TV-Nyheter
- Sport Nyheter
- Olympiska spelen
- Freestayl
- X-Games
- Kimmo
- Idrottsgalen
- Eurovision song contest
- Friidrott
- Inför Eurovision
- Uusi päivä
- Pirunpelto
- Taivaan tulet
- Syke
- Hemma hos oss (The Loud House)